# 西太子宮車站
23°17′56″N 120°17′41″E / 23.29895°N 120.29466°E
西太子宮是糖業鐵路布袋線上的一座車站。